# Università del Bío-Bío

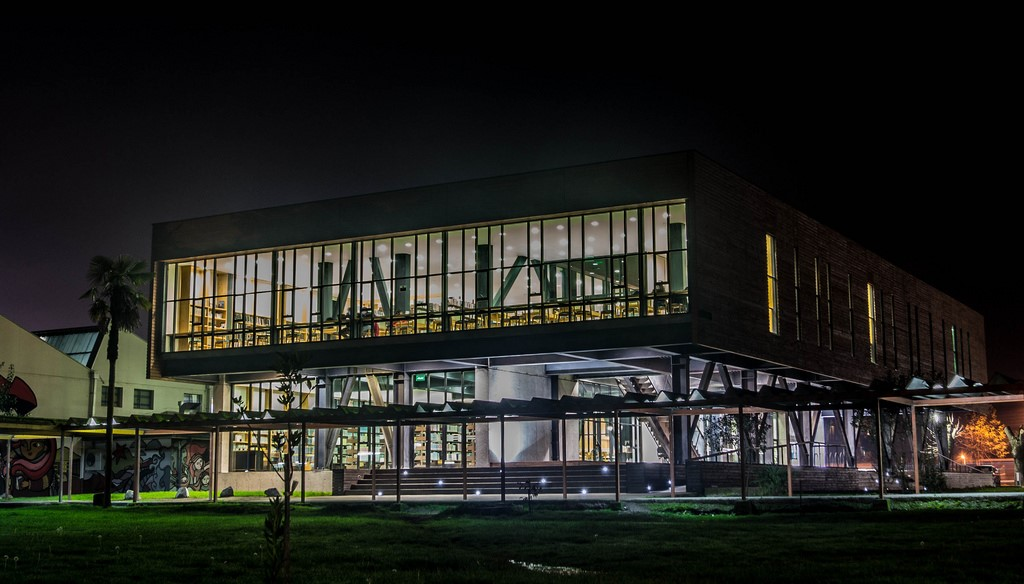
Biblioteca dell'Università di Bío-Bío (2018)

L'Università del Bío-Bío (in spagnolo Universidad del Bío-Bío, sigla UBB) è un'università statale situata nella città di Concepción, nella regione del Bío Bío, in Cile.

## Campus
1. Concepción
2. La Castilla
3. Fernando May

## Storia
L'Università del Bío-Bío è stata fondata nel 1988 grazie all'unione degli istituti della zona.

## Campus
1. Concepción
2. La Castilla
3. Fernando May

## Facoltà
Questa università ha 6 facoltà:
1. Scienze Impresariale
2. Architettura, Progettazione e Costruzione
3. Scienze
4. Ingegneria
5. Educazione e Umanistiche
6. Scienze della Salute e alimentazione